# Haarlemse Honkbalweek 2004
De Haarlemse Honkbalweek 2004 was een honkbaltoernooi gehouden in het Pim Mulier stadion in Haarlem van vrijdag 23 juli tot en met zondag 1 augustus 2004.
De deelnemende landen waren Taiwan, Cuba, Italië, Japan, Nederland (titelverdediger) en de Reno Astros.
Elk land moest één keer tegen elk ander land spelen in de poule. De nummers één en twee speelden de finale.

## Wedstrijdprogramma
| 23 juli | Taiwan      | Reno Astros | 2-3  |              |
| 24 juli | Cuba        | Japan       | 1-10 |              |
| 24 juli | Nederland   | Taiwan      | 9-1  |              |
| 25 juli | Japan       | Nederland   | 3-5  |              |
| 25 juli | Italië      | Reno Astros | 8-0  |              |
| 26 juli | Italië      | Cuba        | 3-5  |              |
| 27 juli | Cuba        | Taiwan      | 4-1  |              |
| 27 juli | Reno Astros | Japan       | 2-7  |              |
| 28 juli | Japan       | Taiwan      | 2-3  |              |
| 28 juli | Nederland   | Italië      | 1-3  |              |
| 29 juli | Italië      | Nederland   | 2-9  | Benefietduel |
| 29 juli | Reno Astros | Cuba        | 1-4  |              |
| 30 juli | Taiwan      | Italië      | 6-1  |              |
| 30 juli | Cuba        | Nederland   | 5-0  |              |
| 31 juli | Italië      | Japan       | 1-7  |              |
| 31 juli | Nederland   | Reno Astros | 6-0  |              |

## Stand in de poule
| 1. | Cuba        |
| 2. | Nederland   |
| 3. | Japan       |
| 4. | Taiwan      |
| 5. | Italië      |
| 6. | Reno Astros |

## Finale
| 1 augustus | Cuba | Nederland | 1-3 |

| Kampioen: NEDERLAND (1ste titel) |

## Persoonlijke prijzen
- Beste slagman: Davide Dallospedale (Italië)
- Beste pitcher: Calvin Maduro (Nederland)
- Homerun King: Hsin-Mong Wan (Taiwan)
- Meest waardevolle speler: Johnny Balentina (Nederland)
- Meest populaire speler: Dirk van 't Klooster (Nederland)
- Beste verdedigende speler: Ralph Milliard (Nederland)

1e in 1961 · 2e in 1963 · 3e in 1966 · 4e in 1968 · 5e in 1969 · 6e in 1971 · 7e in 1972 · 8e in 1974 · 9e in 1976 · 10e in 1978 · 11e in 1980 · 12e in 1982 · 13e in 1984 · 14e in 1988 · 15e in 1990 · 16e in 1992 · 17e in 1994 · 18e in 1996 · 19e in 1998 · 20e in 2000 · 21e in 2002 · 22e in 2004 · 23e in 2006 · 24e in 2008 · 25e in 2010 · 26e in 2012 · 27e in 2014 · 28e in 2016 · 29e in 2018